# Agra (Oklahoma)
Agra és un poble dels Estats Units a l'estat d'Oklahoma. Segons el cens del 2000 tenia 356 habitants.

## Demografia
Segons el cens del 2000, Agra tenia 356 habitants, 131 habitatges, i 99 famílies. La densitat de població era de 392,7 habitants per km².
Dels 131 habitatges en un 36,6% hi vivien nens de menys de 18 anys, en un 61,8% hi vivien parelles casades, en un 9,2% dones solteres, i en un 24,4% no eren unitats familiars. En el 23,7% dels habitatges hi vivien persones soles el 12,2% de les quals corresponia a persones de 65 anys o més que vivien soles. El nombre mitjà de persones vivint en cada habitatge era de 2,72 i el nombre mitjà de persones que vivien en cada família era de 3,18.
Per edats la població es repartia de la següent manera: un 30,1% tenia menys de 18 anys, un 11% entre 18 i 24, un 23,6% entre 25 i 44, un 21,3% de 45 a 60 i un 14% 65 anys o més.
L'edat mediana era de 31 anys. Per cada 100 dones de 18 o més anys hi havia 100,8 homes.
La renda mediana per habitatge era de 25.750 $ i la renda mediana per família de 30.781 $. Els homes tenien una renda mediana de 24.375 $ mentre que les dones 12.344 $. La renda per capita de la població era de 9.997 $. Entorn del 20,6% de les famílies i el 27,1% de la població estaven per davall del llindar de pobresa.

## Poblacions més properes
El següent diagrama mostra les poblacions més properes.